# Taquicardia ventricular
A taquicardia ventricular consiste em uma taquicardia originada em um dos ventrículos do coração. Nela o ritmo ventricular é de pelo menos 120 por minuto, estando geralmente acima dos 150 por minuto.
Ela é quase sempre acompanhada de palpitações. A taquicardia ventricular mantida pode ser perigosa e costuma requerer um tratamento de emergência, devido ao fato de os ventrículos não poderem se encher adequadamente nem exercer a sua função de bombeamento. A pressão arterial tende a descer, produzindo-se uma insuficiência cardíaca. Existe também o risco de a taquicardia ventricular se agravar e de se transformar em fibrilação ventricular (uma forma de paragem cardíaca). Embora a taquicardia ventricular possa produzir poucos sintomas, inclusive em frequências de até 200 batimentos por minuto, é extremamente perigosa.
O diagnóstico de taquicardia ventricular efectua-se mediante um electrocardiograma (ECG).

## Tratamento
Deve tratar-se qualquer episódio de taquicardia ventricular que produza sintomas, assim como os que duram mais de 30 segundos, mesmo se forem assintomáticos. Quando os episódios provocam uma descida da pressão arterial abaixo dos valores normais, é necessário fazer uma cardioversão. Para suprimir a taquicardia ventricular administra-se lidocaína ou um fármaco semelhante por via endovenosa. Se os episódios de taquicardia ventricular persistirem, efectua-se um estudo electrofisiológico e experimentam-se outros fármacos. Os resultados do estudo permitem decidir qual é o fármaco mais eficaz para prevenir as recorrências. A taquicardia ventricular mantida é provocada por uma pequena zona anómala nos ventrículos, a qual, por vezes, pode ser extirpada cirurgicamente. Em algumas das pessoas que sofrem uma taquicardia ventricular que não responde ao tratamento farmacológico, pode implantar-se um dispositivo chamado desfibrilador automático para cardioversão.